# Universidad de Lund
La Universidad de Lund (en sueco Lunds universitet) es una de las más antiguas y prestigiosas universidades del norte de Europa y consistentemente es considerada dentro de las 100 mejores universidades del mundo. Sus orígenes se remontan al año 1425 cuando un Studium Generale franciscano fue fundado a un costado de la Catedral de Lund, lo que la convertiría en la institución de educación superior más antigua de Escandinavia, seguida por las studia generalia de Upsala en 1477 y Copenhague en 1479. Sin embargo la universidad en su forma actual no fue fundada sino hasta 1666, después de que Suecia adquiriera la región de Escania en 1658 tras el acuerdo de paz firmado con Dinamarca.
La Universidad de Lund cuenta con ocho facultades y dos campus externos ubicados en las ciudades de Malmö y Helsingborg, con una población estudiantil de alrededor de 42 000 estudiantes distribuidos en 276 programas y alrededor de 2200 cursos. La universidad mantiene acuerdos y relaciones internacionales con cerca de 600 otras universidades en más de 70 países y pertenece a la Liga de Universidades de Investigación Europeas así como a la red global Universitas 21.
Dos importantes instalaciones para la investigación en materiales se ubican en la Universidad de Lund: El Laboratorio MAX IV, un laboratorio de radiación sincrotrón líder a nivel mundial y la Fuente Europea de Neutrones por Espalación (ESS), una instalación de la Comunidad Europea que alojará la fuente de neutrones más poderosa del mundo.
La casa central de la universidad y sus edificios más tradicionales se concentran alrededor del parque Lundagård (adyacente a la Catedral de Lund), con departamentos repartidos en diferentes ubicaciones de la ciudad pero que en su mayoría se ubican en una franja que va desde el parque hacia el norte, conectando con la zona del hospital universitario y continuando hasta el campus de la Facultad de Ingeniería en la periferia noreste de la ciudad. 